# Тенниля, Олли-Пекка
О́лли-Пе́кка Те́нниля (фин. Olli-Pekka Tennilä; 1980, Куопио, Финляндия) — финский поэт, награждённый в 2013 году литературной премией Рунеберга.

## Биография
Родился в 1980 году в Куопио, в Финляндии.
Более десяти лет изучал философию и литературу в университете Ювяскюля.
5 февраля 2013 года за сборник «Yksinkeltainen on kaksinkeltaista» в день Рунеберга был удостоен престижной литературной награды Финляндии — премии Рунеберга.
В настоящее время проживает в Ювяскюля. Первый сборник стихов «Ololo» был опубликован в 2008 году. Тенниля считается мастером игры с языковыми ошибками.
Увлекается пчеловодством, старинными методами печати, велосипедом.